# Archibald Warnock
Pour les articles homonymes, voir Warnock.
Archibald Warnock est un astronome américain.
Il est diplômé en mathématiques en 1978 de l'Université de Pennsylvanie.
Le Centre des planètes mineures le crédite de la découverte de sept astéroïdes, effectuée le 6 décembre 1978 en collaboration avec Edward L. G. Bowell.
| (4779) Whitley     | 6 décembre 1978 |
| (10461) Dawilliams | 6 décembre 1978 |
| (11261) Krisbecker | 6 décembre 1978 |
| (12666) 1978 XW    | 6 décembre 1978 |
| (19091) 1978 XX    | 6 décembre 1978 |
| (24618) 1978 XD1   | 6 décembre 1978 |
| (69239) 1978 XT    | 6 décembre 1978 |